# Большое лунное надувательство

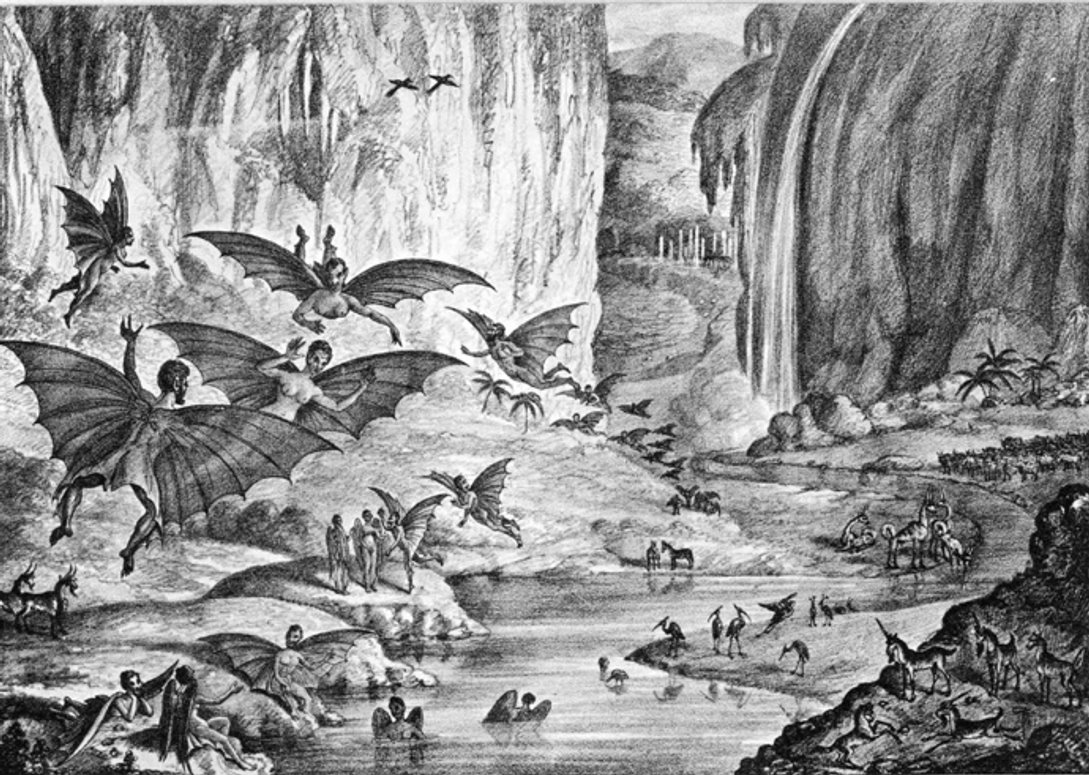
Лунные мышелюди, животные и пейзаж. Литография XIX века

«Большое лунное надувательство» (англ. The Great Moon Hoax), или лунная «утка», — серия из шести опубликованных в первой половине XIX века в нью-йоркской газете Sun очерков о якобы существующих на Луне разумной жизни и цивилизации, открытие которых приписывалось астроному Джону Гершелю. Автором мистификации считается журналист Sun Ричард Адамс Локк, никогда, впрочем, публично не признававшийся в этом. На авторстве Локка настаивал его близкий друг и биограф Уильям Григгс, опубликовавший в 1852 года биографию журналиста, однако вопрос до сих пор окончательно не решён.

## Содержание

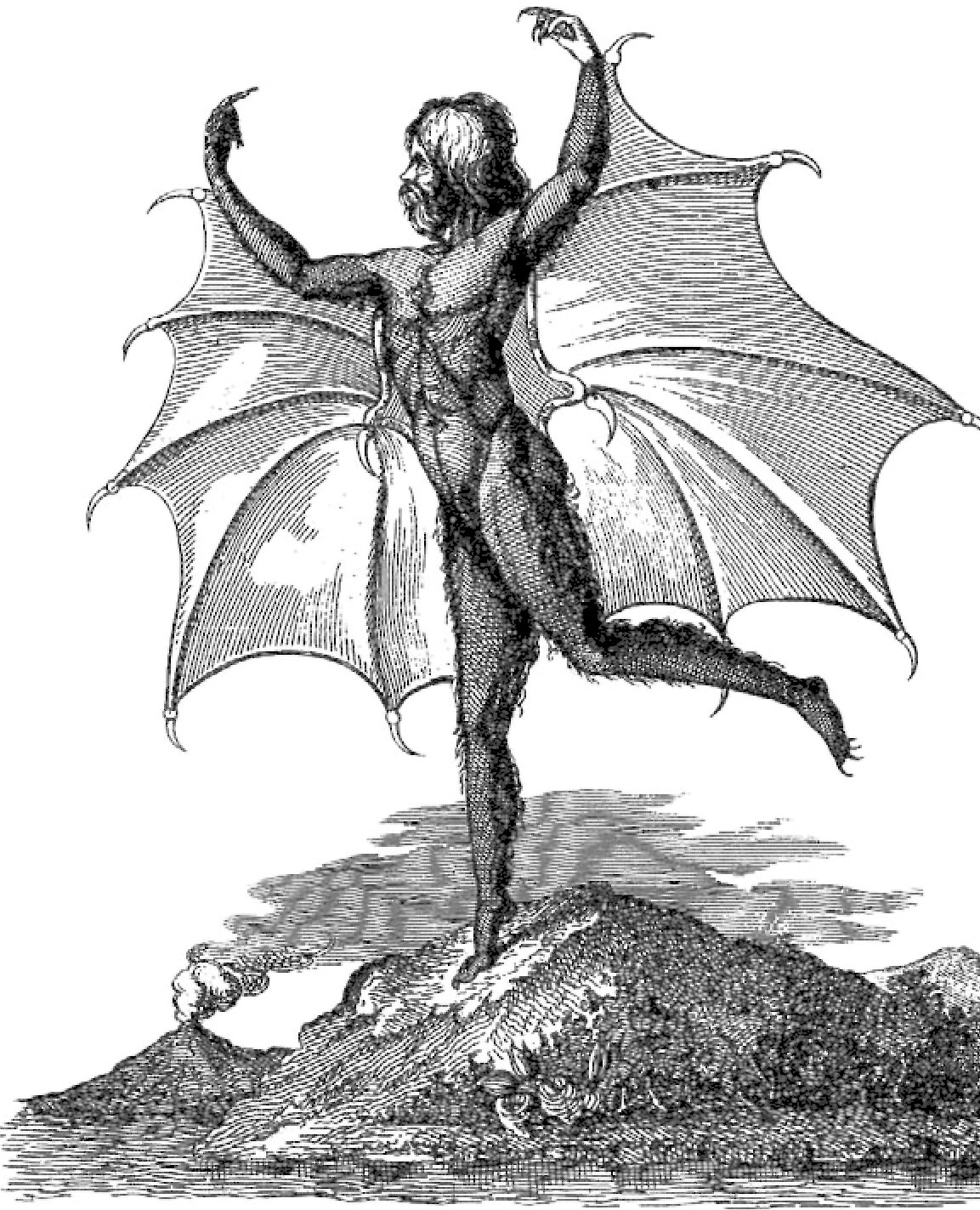
Лунный мышечеловек. Литография из неапольского издания, 1836 года

Серия из шести статей последовательно выходила в номерах Sun c 25 по 31 августа 1835 года (с перерывом на два выходных дня, когда газета не выходила). Заголовок каждой из них гласил:
ВЕЛИЧАЙШИЕ АСТРОНОМИЧЕСКИЕ ОТКРЫТИЯ,
ПРОИЗВЕДЁННЫЕ В САМОЕ НЕДАВНЕЕ ВРЕМЯ
СЭРОМ ДЖОНОМ ГЕРШЕЛЕМ, ДОКТОРОМ ПРАВА, ЧЛЕНОМ КОРОЛЕВСКОГО АСТРОНОМИЧЕСКОГО ОБЩЕСТВА И Т. Д.,
ПРЕБЫВАЮЩИМ НА МЫСЕ ДОБРОЙ НАДЕЖДЫ
[На основании материалов, изложенных Эдинбургским Джорнел оф Сайенс]
Первая статья серьёзным тоном сообщала о том, что Джон Гершель якобы создал невиданный по своей величине телескоп-рефлектор, устроенный по совершенно новому принципу. Следовало подробное описание устройства этого телескопа: вес его гигантского зеркального объектива составлял около семи тонн; телескоп-рефлектор нового образца, принципиально лишённый трубы, был способен поворачиваться с помощью системы рычагов; к окуляру был присоединён микроскоп, что якобы позволяло многократно добиться 42-тысячекратного увеличения получаемого изображения и выводить его на укреплённый на стене экран, где можно было разглядеть мельчайшие подробности.
Английское правительство, выделившее деньги на постройку столь невероятного прибора, обязало всех посвящённых к сохранению полной тайны, якобы для того, чтобы избежать позора при неудачных результатах, а в случае удачи получить возможность «предъявить их во всём блеске к вящей славе нации и короны». Возможность первой опубликовать сведения о сделанных открытиях Sun получила благодаря дружбе одного из своих журналистов с неким доктором Эндрю Грантом, учеником Уильяма Гершеля и «бессменным секретарём» Джона Гершеля (позднее выяснилось, что никакого доктора Гранта не существует).
Использование этого необыкновенного инструмента якобы позволило Гершелю «утвердить новую кометную теорию; также, разрешив или во многом уточнив решения почти всех наиважнейших проблем, стоящих перед математической астрономией», разглядеть лунную поверхность на видимом расстоянии около 100 английских ярдов и, наконец, сделать ошеломляющее открытие, заключающееся в том, что Луна населена расой человекоподобных существ.
Выехав на мыс Доброй Надежды с целью точного измерения дуги меридиана, для чего следовало изучить прохождение Меркурия по солнечному диску, Гершель и его помощники в короткое время сумели выстроить небольшое деревянное здание обсерватории, сердцем которой и стал телескоп-гигант.

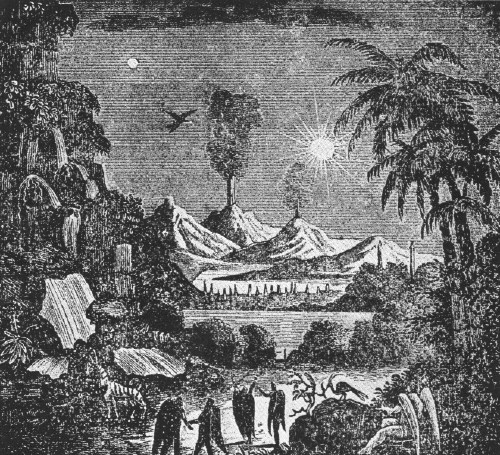
«Открытия, сделанные на Луне». Литография «Sun», 16 октября 1835 года

Наведя окуляр телескопа на Луну, Гершелю удалось разглядеть на её поверхности моря, океаны, реки, многочисленные вулканы, как действующие, так и потухшие, еловые и лиственные леса, пальмы, и, наконец, фрукты и цветы. В статье также были даны описания невероятных пейзажей: острова из горного хрусталя с пляжами, засыпанными осколками этого же камня, отливающего на солнце всеми цветами радуги, горные пики из цельных сапфиров, и прозрачные кварцевые гребни, пересекающие наискосок лунные озера.
В поле зрения телескопа попадали многочисленные звери и птицы, среди которых были подобия земных бизонов и овец, забавные звери, напоминавшие коз синего цвета, но с единственным рогом, росшим посередине лба, — так что долину, где их заметили впервые, было решено назвать «Долиной Единорога». Здесь же обнаружились рогатый медведь, несколько разновидностей оленей и множество видов птиц, в частности, серый пеликан, аист и дикие голуби.
Кроме того, Гершелю якобы удалось обнаружить первые следы разумных существ, населявших Луну. Ими оказались двуногие бобры, жившие в хижинах и умевшие пользоваться огнём, о чём свидетельствовали струйки дыма, курившиеся над крышами хижин. Эти бобры, обыкновенно носившие своих малышей в передних конечностях, несколько раз попадали в поле зрения телескопа, а затем удалось наблюдать и более сходных с человеком существ.
Это были мышелюди («Vespertilio-homo»), имевшие перепончатые крылья, как у летучих мышей, лицом напоминавшие орангутангов, заросшие тёмной шерстью и занимавшиеся исключительно поеданием фруктов, купанием в лунных реках, перелётами с места на место и развлечениями, о которых было сказано, что их «с большим трудом можно согласовать с нашими земными понятиями о приличиях».
Дальнейшие наблюдения показали, что на Луне существует не одна, а несколько рас крылатых мышелюдей, причём, чем светлее оттенок их кожи, тем к более высокоразвитой общности они принадлежат, оставаясь притом такими же наивными и неиспорченными природными созданиями. Последняя из этих разновидностей, описание которой было изложено в номере за 31 августа, своим видом «немногим уступает ангелам».
Кроме того, наблюдения показали, что по крайней мере часть лунных мышелюдей способна к исполнению сложных строительных задач, созданию предметов быта и произведений искусства. Венцом наблюдения оказался лунный храм со стенами из полированного сапфира и медной крышей.
…Это был храм, имеющий форму равностороннего треугольника, стены его были сложены из полированного сапфира, или иного столь же великолепного синего камня, который сходно с сапфиром переливался миллиардами золотистых искр, поблескивавших и игравших в свете солнечных лучей (…) Крыша сделана была из некоего желтого металла и состояла из трёх частей, которые представляли собой отнюдь не треугольники, сходящиеся к центру, но дополнительно дробились, искривлялись и разделялись между собой, представляя таким образом картину бушующего пламени, начавшегося с единого очага возгорания и яростно пляшущими языками распространившегося во все стороны.

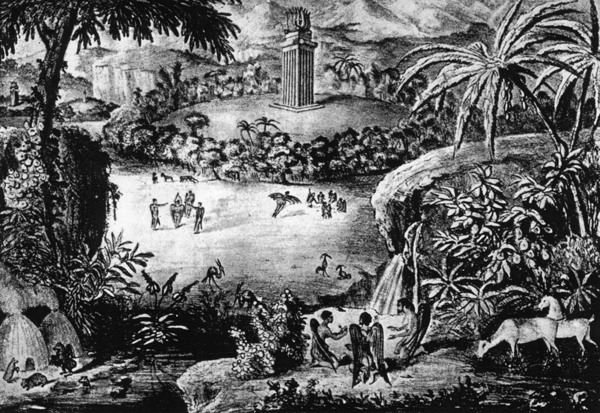
Радужная Бухта и Лунный храм. Литография из газеты «Sun», 25 августа 1835 года

Это архитектурное решение столь красноречиво говорило само за себя и было выполнено столь безукоризненно, чтобы его ни на минуту нельзя было принять за творение природы. Сквозь щели между этими металлическими языками пламени мы смогли рассмотреть шар из более тёмного и матового металла, по цвету схожего с медью, который внешние части закрывали собой и плясали вокруг, словно бы пытаясь поглотить и сжечь без остатка. (…) Что построившие его вдохновенные мастера хотели передать, изображая шар, окруженный языками пламени? Желали ли они подобным образом рассказать о катастрофе, постигшей в давние времена их мир, или предсказать катастрофу, ожидающую в будущем наш?
Храм был пуст, внутри него, между сапфировых колонн, не видно было ни алтарей, ни жертвенников, ни молящихся, что позволило предположить, что это не религиозное, а научное сооружение, или памятник, выстроенный давно ушедшими поколениями или даже погибшей цивилизацией.
В конце концов наблюдения были прекращены из-за того, что оптика телескопа, сфокусировав солнечные лучи и сработав наподобие зажигательного стекла, вызвала пожар в обсерватории. Починив спустя некоторое время прибор, Джон Гершель направил его в сторону Сатурна, так как за время, пока длился ремонт, Луна перестала быть видимой, и мимоходом определил, что кольца, окружающие Сатурн, слагаются из обломков двух планет, разнесённых когда-то на куски космическим взрывом, причём на их поверхности ещё заметны следы «морей и гор». Последняя статья заканчивалась обещанием, что в скором времени новый официальный отчет Джона Гершеля и Королевского астрономического общества добавит к уже опубликованному множество поразительных подробностей.

## Авторство

### Ричард Адамс Локк

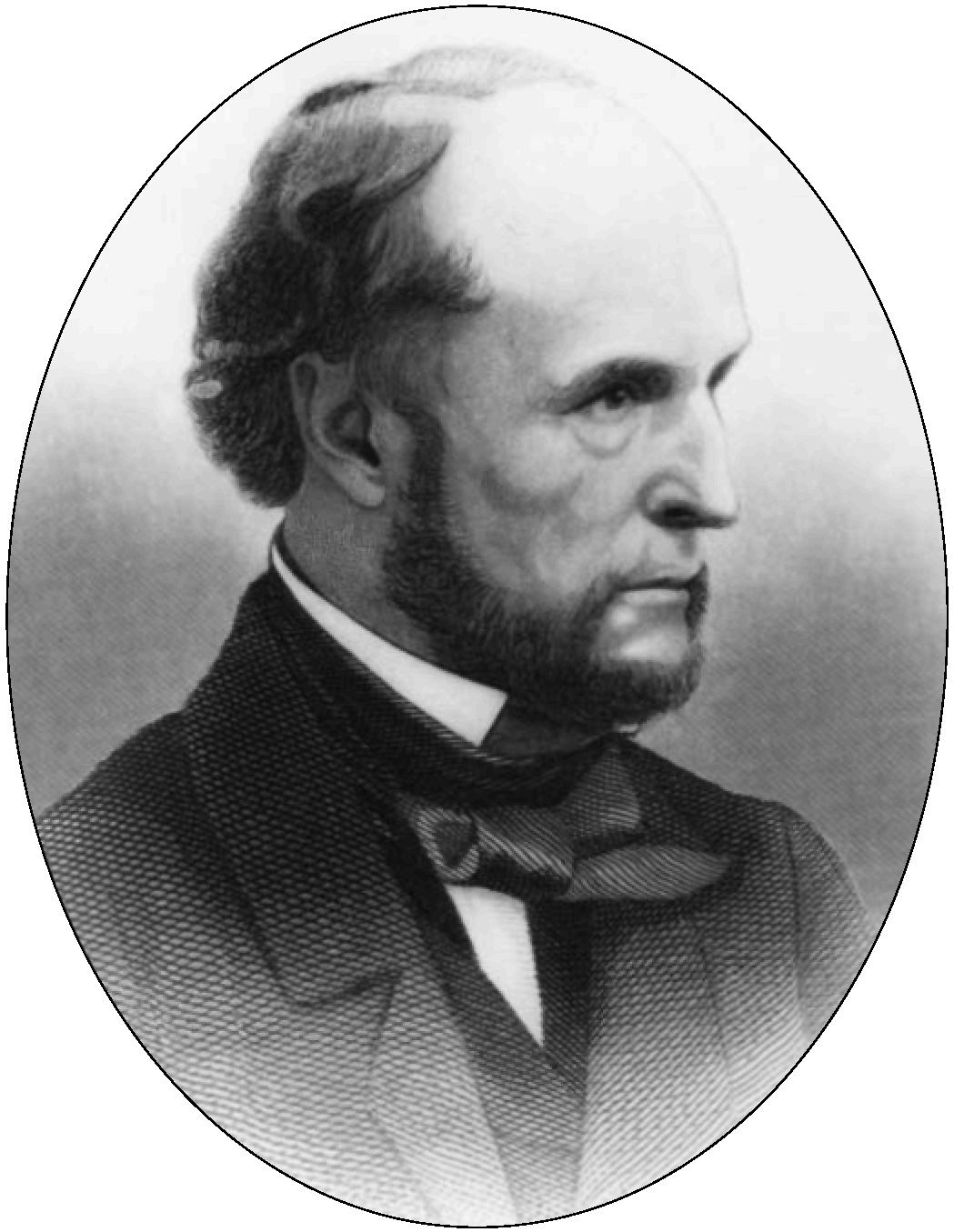
Единственный известный портрет автора «Лунной утки» Ричарда Адамса Локка

Автором статей считается редактор газеты New York Sun Ричард Адамс Локк (22 сентября 1800 — 16 февраля 1871), в биографии которого существует множество разночтений. В частности, в раннем её варианте, опубликованном Уильямом Григгсом в 1852 году, говорится, что журналист родился в Нью-Йорке, в то время как современные исследователи считают, что он появился на свет в деревне Ист-Бренд, в графстве Соммерсет, Великобритания (о чём свидетельствует сохранившийся документ с записью о крещении), а позднее объявлял себя уроженцем Нью-Йорка, что облегчало поиски работы, в которой он отчаянно нуждался, потеряв место журналиста.
Он происходил из древнего дворянского рода, имевшего собственный герб с изображением трёх соколов, в течение многих поколений исправно поставлявшего на службу английской короне священников, шерифов, армейских офицеров и купцов.
Существовало ошибочное предположение, что Ричард Локк является прямым потомком известного философа Джона Локка. На самом деле философ никогда не состоял в браке и, по-видимому, не имел детей. Вероятно, прямым предком журналиста в пятом колене является Льюис Локк, дядя философа, известный лишь тем, что четырежды был женат и от всех своих жен якобы имел в общей сложности тридцать пять детей. Сам мистификатор был сыном Ричарда и Анны Локк (урождённой Адамс), причем был назван Ричардом в честь отца и носил двойную фамилию, доставшуюся ему от обоих родителей. Будущий журналист был третьим ребёнком в семье и имел четырёх сестер и брата, умершего в младенческом возрасте. Он получил домашнее образование, вначале обучившись у матери чтению, письму и началам наук. В возрасте 10 лет продолжил занятия со специально нанятым педагогом, причем показал себя весьма способным учеником, обладавшим явной тягой к знаниям. Будущий журналист рано полюбил чтение и увлекался приключенческими романами, среди которых особенно выделял «Робинзона Крузо» и «Путешествия Гулливера».
В дальнейшем Ричард Локк, по его собственному утверждению, продолжил образование на теологическом факультете в одном из старейших английских университетов — Кембридже; но и это по всей вероятности, неправда (в полном списке студентов этого университета со времени его основания и вплоть до 1900 года, так называемом «Alumni Cantabrigiensis» присутствует девять человек по фамилии Локк, среди которых нет ни одного «Ричарда Адамса»). На самом деле, по-видимому, поссорившись с отцом, который настаивал на том, чтобы он продолжил семейную традицию и стал землемером, Ричард уехал в Лондон. Из сохранившихся скудных свидетельств можно сделать вывод, что он примкнул к республиканцам, заняв таким образом едва ли не крайнюю левую позицию среди имевшихся в те времена политических течений, и даже какое-то время «безо всякого успеха» пытался сотрудничать в газете Republican. Вероятно, он проработал некоторое время в ливерпульском издании «Пчела» (The Bee) и журнале Imperial Magazine, основанном методистским священником Сэмюэлом Дрю, а также ещё в нескольких лондонских и провинциальных журналах, также без должного успеха. В 1826 году он женился на Эстер Боуринг и вынужденно вернулся домой, так как прокормить семью одними своими доходами был не в силах. В августе 1830 года у него родилась дочь, которую назвали Аделаидой.
Сам Локк, стараясь как можно меньше вспоминать этот не слишком удачный период, рассказывал своему другу и биографу Уильяму Григгсу, будто около 1808 года завербовался в Канадские инженерные войска, где получил офицерское звание и служил в действующей армии, начиная с Пиренейской войны и вплоть до битвы при Ватерлоо (то есть до 1815 года). Но, как выяснилось уже в новейшее время, Локк и в этот раз не удержался от обмана. Даже если предположить, что он или его биограф перепутал дату (действительно, Пиренейская война закончилась, когда ему едва исполнилось 15 лет), и реальное время службы пришлось на более поздний период, его имя значилось бы в списках военнослужащих Канады, но самые скрупулёзные поиски, предпринятые уже в XXI веке, ничего не дали. В реальности, лишённый отцом наследства, он перебрался с семьей в США. Точная дата переезда неизвестна, но известно, что в 1835 году он получил место редактора в газете Sun, относившейся к категории «жёлтой прессы» и не имевшей особого успеха. Вначале он специализировался на криминальных репортажах, а затем опубликовал своё творение, прославившее и его, и газету. В следующем году он покинул редакцию Sun и начал издавать собственную газету «Новая эра» (The New Era), в которой опубликовал ещё одну мистификацию о пропавшей рукописи Мунго Парка, не получившую, однако, столь громкой известности. В 1851 году он оставил ремесло репортёра, официально — по причине слабого здоровья, а по мнению современных исследователей — из-за тяжёлого и упрямого характера, полного неумения найти общий язык с властями и развившейся с годами тягой к спиртному. Последние два десятилетия жизни он служил таможенником в Нью-Йорке и умер в феврале 1871 года.

### Иные мнения об авторстве

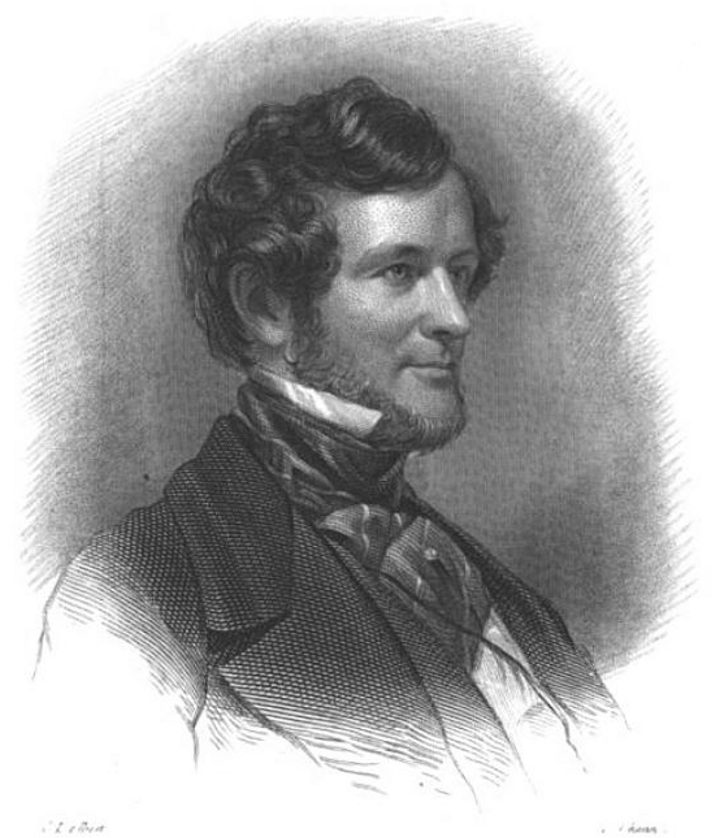
Ещё один кандидат в авторы — Льюис Гэйлорд Кларк

Локк никогда не признавал публично, что является автором статей, при том что конкурирующие издания прямо заявляли об этом с самого начала, он столь же упорно и до конца опровергал подобные измышления, лишь гораздо позднее признав этот факт в беседе со своим другом и будущим биографом Уильямом Григгсом, — однако неизвестно, насколько мистификатор был честен в этот раз. Посему и до нынешнего времени существует мнение, что в «надувательстве» принимали участие и другие личности. Так, иногда в этом качестве называется Жозеф Николле, французский географ, путешествовавший по Америке в это время (хотя в момент опубликования статей он находился в штате Миссисипи), как иногда полагают, списавший своё творение с выходившего в то же время рассказа Эдгара Аллана По «Необыкновенное приключение некоего Ганса Пфааля».
Ещё одним кандидатом в авторы выступает Льюис Гэйлорд Кларк, редактор журнала The Knickerbocker. Считается, что именно к нему обратился за консультацией малосведущий в астрономических вопросах Локк, и именно Льюис Кларк посоветовал придать фальшивке форму дневника, якобы уже опубликованного столь уважаемым изданием как Edinburgh Scientific Journal. Он же, как иногда полагают, сочинил основную канву истории, списав её с «Ганса Пфааля», желая таким образом насолить По, с которым находился в давней вражде. Так или иначе, автор «Пфааля» так и не смог ему простить этого, при том, что Локк придал задумке более-менее литературную форму. Тем не менее, доказательств, что кто-то, кроме Локка, был автором мистификации, нет.

## Основные причины успеха мистификации

### Степень осведомленности и психологический настрой
Автор лунной «утки» не пытался придать своему опусу полную правдоподобность, громоздя нелепости одна на другую, что давало теоретическую возможность образованному и критически настроенному читателю вполне самостоятельно понять, что перед ним не более, чем вымысел. Так, в первой же статье совершенно серьёзным тоном объявлялось о создании объектива для телескопа-рефлектора, в котором линзы принципиально не используются, а отражателями служат зеркала. Также справедливо указав, что при большой степени увеличения слабо освещённые объекты кажутся ещё более расплывчатыми и нечёткими, Локк в следующем же абзаце, противореча себе, уверенно заявлял, что рефлектор-гигант, наоборот, улучшал видимость тусклых туманностей, и так далее, откровенно издеваясь над невысокой образованностью «среднего читателя» и его более чем слабым знакомством с теорией и практикой астрономии.
Водородно-кислородный микроскоп, отнюдь не являвшийся выдумкой Локка, был инструментом для тогдашних американцев новым и почти неизвестным, так, в Нью-Йорке он существовал в единственном экземпляре, и (как было прекрасно известно Локку) неиссякаемый поток любопытствующих ожидал возможности заглянуть в окуляр этого единственного микроскопа, демонстрировавшегося в качестве диковинки в Бродвейском музее.
Действительно, людей, имевших достаточную теоретическую и опытную базу для того, чтобы понять, сколь мало стоит «лунная утка», было возможно в то время пересчитать по пальцам, и их голоса терялись в общем одобрительном шуме.
Более того, специально выдержанный «учёный» язык и постоянные ссылки на математические выкладки, реально, впрочем, никогда не приводимые, создавали впечатление, будто статью писал европеец — в глазах тогдашнего американского читателя более образованный и просвещённый, чем американец. Авторитет Джона Гершеля также был непререкаем. Как полагают биографы, слава этого учёного в XIX веке могла сравниться лишь со славой Альберта Эйнштейна в следующем XX веке.
Кроме того, за отсутствием телефона и телеграфа, новости из Европы доставлялись исключительно пароходной почтой, запаздывая порой на несколько недель, поэтому оперативная проверка правдивости газеты не представлялась возможной; до получения реальных вестей из Великобритании и тем более из Южной Африки у Локка была «фора» как минимум в несколько недель, которой тот с успехом воспользовался.
Кроме того, начало XIX века было эпохой небывалого научного подъёма, когда жизнь менялась буквально на глазах — на свет в это время появились пароходы, железные дороги, начиналась эра воздухоплавания. Вера во всемогущество науки была непререкаема, и уже по этой причине средний читатель готов был поверить в возможность появления любого, даже самого невероятного изобретения.

### Спор о возможной обитаемости Луны в начале XIX века

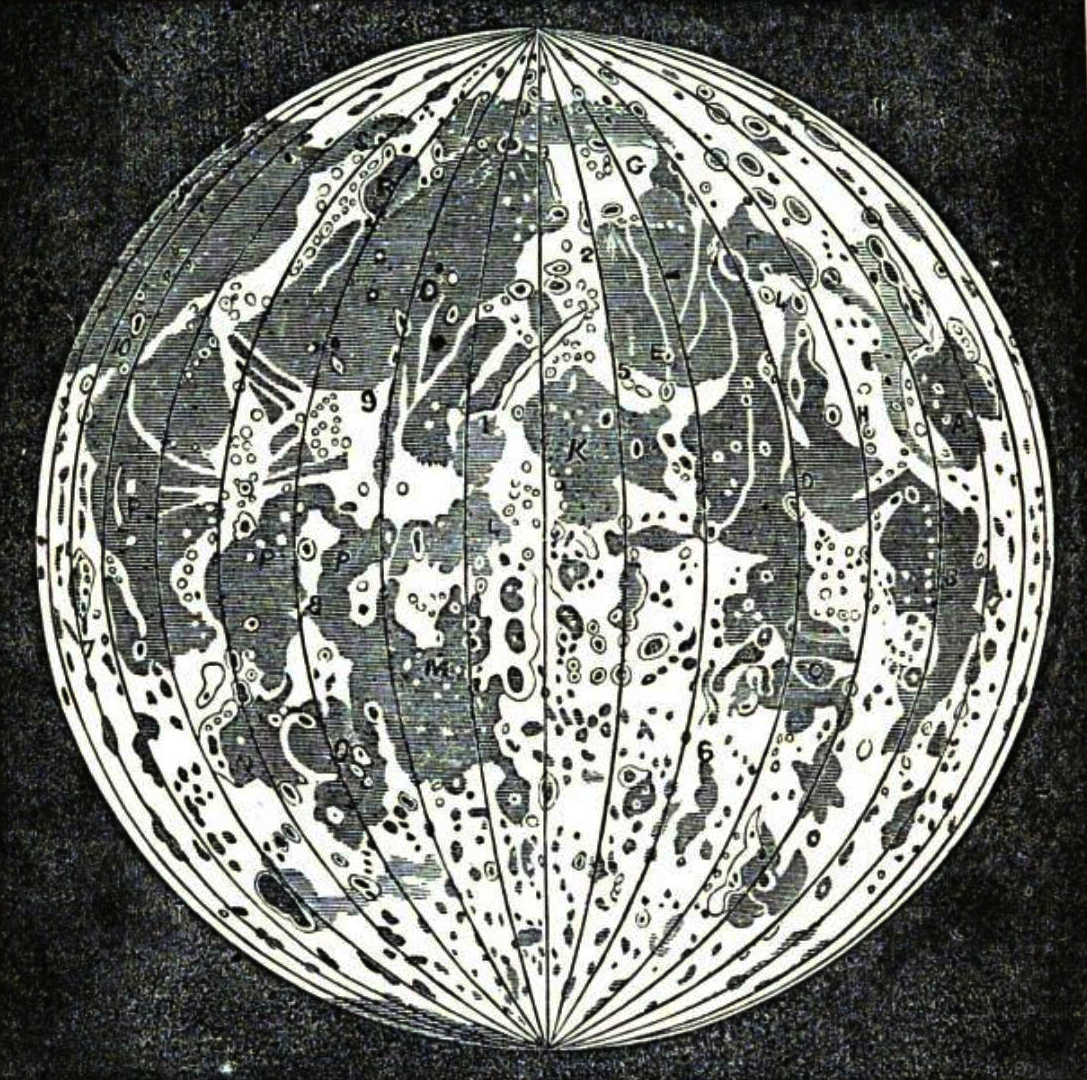
Луна сквозь телескоп лорда Росса, 1856

Кто бы ни был подлинным автором статьи, его намерения заключались, с одной стороны, в том, чтобы написать сенсационную статью, которая бы увеличила продажи New York Sun, а с другой — высмеять некоторые невероятные астрономические теории, пользовавшиеся доверием и популярностью.
Спор о наличии разумной жизни во Вселенной и как её частного случая — жизни на Луне — в конце XVIII — начале XIX века с развитием наблюдательной астрономии перестал быть чисто умозрительной гипотезой, какой казался ранее.
Действительно, гипотеза Канта — Лапласа с убедительностью показала закономерность образования звёзд и планетарных систем, схожих с нашей, единство химического состава также говорило в пользу предположения о наличии жизни, схожей с земной, на других телах Солнечной системы. Если астрономы прошлого исходили в предположении о подобной возможности из тезиса о всеблагости Творца, в Новое время как проявления разумной деятельности гипотетических лунных жителей часто толковались видимые изменения цвета планетной поверхности, появление и исчезновение пятен и, наконец, наблюдаемые на Луне структуры, отличавшиеся правильной формой.
Так, Иоганн Кеплер полагал, что кратеры на Луне имеют искусственное происхождение и являются городами лунных обитателей («эндимионов»).
Уильям Гершель, отец невольного героя лунной «утки», также считал Луну обитаемой и в 1780 году писал королевскому астроному Невилу Маскелайну: «Несомненно, что на Луне жизнь должна существовать в той или иной форме…»; Пьер Гассенди считал, что условия на Луне непригодны для земной жизни, — следовательно, существа, живущие там, организованы иначе, чем земные. Подобного же мнения придерживался директор Берлинской обсерватории Иоганн Элерт Боде.
Но если эти первые предположения были чисто умозрительными, так, в частности, Боде исходил из посылки всеблагости Творца, то Иоганн Шрётер в своих работах, относящихся к концу XVIII века, сообщил о наблюдениях атмосферы, дорог, зелёного поля, канала и даже города на Луне, а также описал изменения цвета лунной поверхности, связанные, как он полагал, с растительностью, появление облаков, туманов и дыма, свидетельствующего о промышленной деятельности.
В 1824 году Франц фон Груйтуйзен, профессор астрономии Мюнхенского университета, опубликовал работу, в которой связывал изменения цвета лунной поверхности с растительностью, а также утверждал, что наблюдал дороги и город.
Его мнение целиком или частично разделяли великий математик и астроном Карл Фридрих Гаусс, директор Венской обсерватории Иоганн Йозеф Литров, а также Вильгельм Ольберс, совершенно серьёзно дискутировавшие по вопросу о возможностях связи с селенитами, для чего, к примеру, предлагалось вырыть в Сибири огромные каналы в форме геометрических фигур и, залив их керосином, поджечь. Это обсуждение, опубликованное в эдинбургском New Philosophical Journal, попавшись на глаза Локку, и стало для него основным источником вдохновения.
Впрочем, новые наблюдения, выполненные в 1834 году, показали, что Луна скорее всего лишена атмосферы, и уже потому на ней не может существовать ничто живое. Эту точку зрения поддерживал, в частности, Фридрих Вильгельм Бессель, при том что сторонников «натуральной теологии», отстаивавших своё мнение на основании простого умозаключения, что окружать Землю как единственный островок жизни хороводом мёртвых планет противоречило бы божественному замыслу и милосердию, подобный факт отнюдь не убедил. Признавая реальность заключения Бесселя, они по-прежнему твердо придерживались мнения, что лунная жизнь все же существует — при том, что резко отличается от земной.
Однако непосредственным объектом сатиры Локка был преподобный Томас Дик, шотландский теолог и астроном, известный в то время как «Христианский философ» (по названию своей первой книги), по подсчётам которого в Солнечной системе было почти 21 891 974 404 480 (то есть чуть менее 22 триллионов) жителей, а на одной только Луне — 4,2 миллиарда. Его книги были чрезвычайно популярны в США, причём среди активных пропагандистов учения Дика был такой просвещённый человек, как Ральф Эмерсон.

## Создание фальшивки

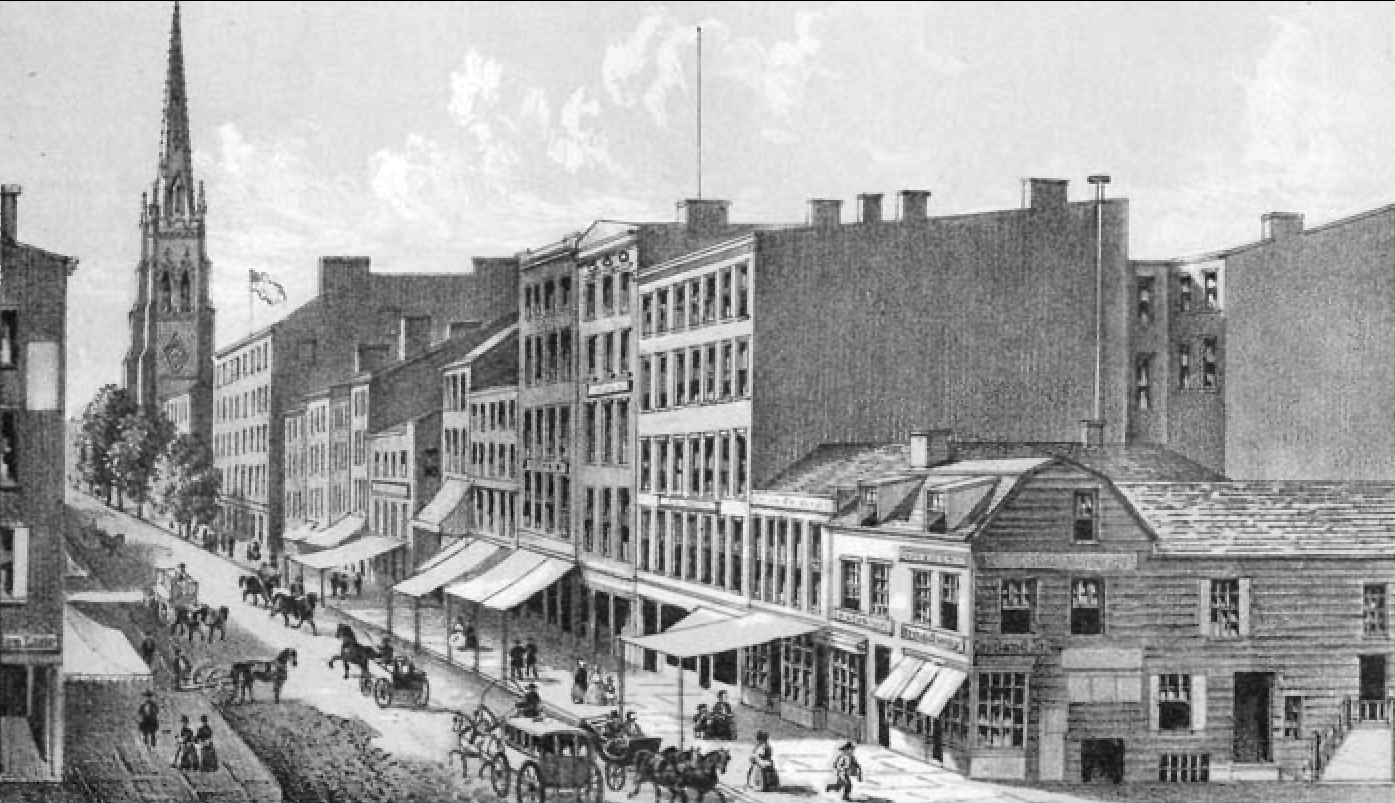
Бродвей в 1834 году, Нью-Йорк

По воспоминаниям самого Локка, толчком для написания «лунного цикла» послужила статья преподобного Томаса Дика в Эдинбургском New Philosophical Journal за 1826 год, посвященная вопросу о наличии жизни в Солнечной системе и, в частности, на Луне. Журналист, живо интересовавшийся развитием науки, якобы немало посмеялся над гонором Дика, предлагавшего для немедленного установления связи с жителями Луны выложить в Сибири огромные геометрические фигуры из камня и далее, наблюдая за нашим спутником в телескоп, ждать, когда луняне в ответ сделают то же самое. Дик, в свою очередь, опирался на открытие Груйтуйзена, незадолго до того объявившего о наблюдениях на Луне города, окруженного крепостными стенами, и якобы последовавшее за тем согласие прославленного математика Карла Фридриха Гаусса (чей авторитет в XIX веке был исключительно высок) с подобным планом. Дословно пассаж, привлекший внимание мистификатора, звучал следующим образом:
Груйтуйзен в разговоре с великим европейским астрономом Гауссом, описав предварительно фигуры, им же обнаруженные на Луне, предположил, что следует наладить связь с её обитателями. Он напомнил Гауссу, что много лет назад тот уже предлагал подобное Циммерману. Гаусс в свою очередь ответил, что вполне согласен с предложением выстроить геометрическую фигуру на одной из Сибирских равнин, потому что с его точки зрения какая бы то ни было связь с жителями Луны может быть установлена исключительно посредством математических выражений и идей, которые без сомнения совпадают с нашими.
Локка, по его собственным уверениям, немало позабавил апломб, с которым учёные мужи заранее принимали на веру, что 1) луняне существуют, 2) имеют органы зрения, 3) достаточно развиты, чтобы иметь телескопы, 4) интересуются Землей и происходящим на ней, 5) занимаются математикой, 6) поймут, что от них хотят, и пожелают ответить подобным.
Дальнейшее прочтение работ доктора Дика («Христианский философ», «Небесный пейзаж» и т. д.) ещё больше укрепило в нём желание высмеять напыщенность и безапелляционность этого шотландского священника, смешивавшего в кучу религию и науку и предлагавшего вместо строгих доказательств ссылки на умозрительные заключения в стиле средневековой схоластики. Это смешение доходило до того, что преподобный Дик совершенно серьёзно винил в землетрясениях, извержениях вулканов, цунами и иных природных потрясениях на нашей планете Адама и Еву, которые фактом грехопадения якобы изменили положение земной оси относительно плоскости земной орбиты. Он же, развивая в этих работах ничем не обоснованное заключение о «великом гении лунян», бичевал правительства за то, что они тратят миллионы на «погоню за бесплодными амбициями», и требовал вместо того немедленно начать строить в Сибири или другой достаточно плоской и открытой местности гигантский треугольник или эллипс площадью в несколько миль, на что, по его мнению, можно было употребить силу и энергию многочисленных безработных, решив подобным образом ещё одну социальную проблему.
Также от внимания журналиста не ускользнуло, что, несмотря на всю нелепость и невозможность требований доктора Дика, его труды пользовались огромной популярностью как в Европе, так и в Америке, и в начале 30-х годов XIX века почти в обязательном порядке присутствовали в любой публичной библиотеке и во многих частных собраниях, далеко опережая по тиражу работы действительно серьёзных учёных. Дело доходило до того, что в школьных учебниках той эпохи Дик превозносился как «выдающийся астроном», причем нелепость и необоснованность его заключений как бы затушевывалась их сенсационностью.
Начиная работу над фальшивкой, Локк, опять же по его собственным словам, опирался на непререкаемый авторитет, которым пользовалась в Америке европейская наука. Edinburgh Journal of Science, бывший действительно солидным научным изданием, который Локк избрал как якобы источник сведений, перестал существовать за три года до появления «утки», слившись с Edinburgh New Philosophical Journal, — притом, что для большинства читающей публики в Соединённых Штатах из-за плохой связи с Европой эта новость была неведома, остальные же, как собственно и оказалось, списали её на ошибку журналиста, спутавшего прежнее и новое название. Более того, никакого «приложения» к этому журналу никогда не существовало, но и это было списано на ошибку, причем публика, поглощенная сенсационностью материала, и это предпочла оставить без внимания.
Вторым источником вдохновения для Локка послужила книга Джона Гершеля «Опыт астрономии», вышедшая в США в 1834 году, в которой тот, не заходя, впрочем, столь далеко как преподобный Дик, окончательно не отвергал возможность лунной жизни, отмечая, однако, что при современном для него уровне развития астрономии нельзя сделать окончательный вывод о её наличии или отсутствии. В этой работе он писал: «Следует кардинально улучшить существующие телескопы, лишь при этом условии нам удастся, быть может, разглядеть следы деятельности лунных жителей, как-то промышленные здания или изменения поверхности планеты».
Огромный телескоп прямо был заимствован из работы Дика «Небесный пейзаж», в которой тот мечтал о «Воздушном Рефлекторе», способном разглядеть Луну «с расстояния как бы в триста ярдов». Создателем столь невероятной машины послужил не кто иной как издатель всё того же Edinburgh New Philosophical Journal Дэвид Брюстер, шотландский астроном и действительно выдающийся специалист в области оптики, бывший не меньшим сторонником возможности лунной жизни.
Сам Локк позднее уверял, что, создавая свой лунный цикл, он собирался, взяв за основу теорию Дика, высмеять легковерие учёного мира и недалекость и падкость на сенсацию большей части образованной публики. Впрочем, по мнению современных исследователей, не меньшим основанием к тому могла послужить сумма гонорара, так как Локк и в то время, и позднее отчаянно нуждался в деньгах.

## История публикации

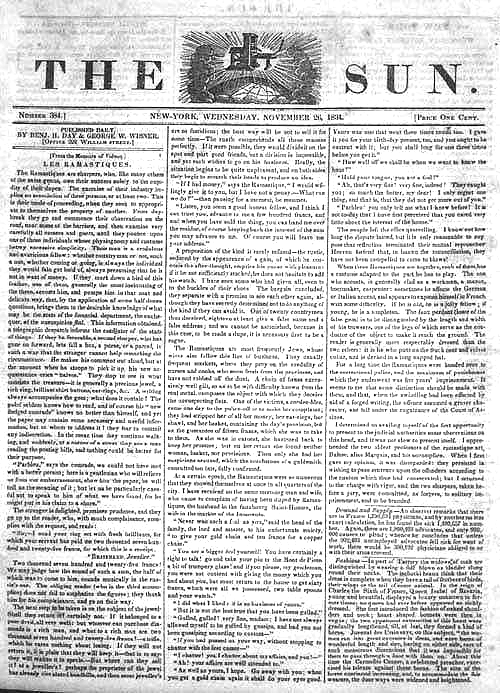
Передовица Sun первой трети XIX века

Как полагается, непосредственным толчком к публикации был пожар, уничтоживший в начале августа редакцию главного конкурента Sun — New York Herald, выпускавшейся Джеймсом Гордоном Беннеттом. Владелец Sun немедленно поспешил воспользоваться ситуацией, желая таким образом увеличить количество продаж и расширить подписку (что ему в конечном итоге и удалось). Кроме того, в ближайшее время, пока Беннетт пытался найти новое здание для своей редакции и каким-то образом покрыть убытки от пожара, Sun могла не опасаться критики и насмешек. Действительно, едва лишь 31 августа работа New York Herald возобновилась, а Sun выпустила последнюю, шестую часть цикла, в конкурирующем издании появилась уничтожающая статья под названием «Разоблачение астрономической „утки“». Назвав во всеуслышание подлинным автором цикла Ричарда Локка, Беннетт в виде доказательства привел разговор, якобы произошедший между ними во время слушания очередного процесса в суде присяжных, когда Локк проговорился, что занимается «астрономией и оптикой». Впрочем, Беннетт повел против конкурента нечистоплотную игру, поспешив обвинить Локка в «романе с горничной, закончившемся весьма пикантной ситуацией», чем вызвал со стороны последнего вполне справедливое возмущение, в то время как публика, ажиотированная сообщениями о лунной жизни, предпочла не обратить на их перепалку никакого внимания.
Однако, по воспоминаниям Мозеса И. Бича, зятя основного владельца газеты Бенджамина Дэя, прежний совладелец — м-р Уизнер — решил продать свою долю акций, после чего выкупивший их Бич, который в результате этой сделки стал совладельцем издания, вызвал к себе Локка и предложил тому «сочинить какой-нибудь рассказ, чтобы таким образом ещё больше поднять тиражи газеты, и без того с уверенностью набирающей популярность». Тот предложил для будущей «утки» имя «Лунной истории» и далее развил её в уже известный материал.
Цикл статей был анонсирован 21 августа 1835 года короткой заметкой, якобы перепечатанной из издания The Edinburgh Courant, в которой сообщалось о «невероятных открытиях, сделанных сэром Джоном Гершелем с помощью телескопа нового устройства». Первая из шести статей была опубликована 25 августа того же года. Последующие выпуски выходили каждый день; последняя, шестая статья вышла 31 августа 1835 года, через день после пятой.
По воспоминаниям самого Локка, переданных позднее его другом Уильямом Григгсом в «Истории знаменитой лунной „утки“», за цикл статей Локк получил 300 долларов, достаточно солидную сумму по тем временам (так, обычная плата для редактора Sun составляла 12 долларов в неделю). В противовес этому владелец Sun Бенджамин Дэй уверял много лет спустя, будто, согласившись с требованиями Локка, он заплатил тому «500 или 600 долларов», то есть за одну эту работу редактор получил сумму, равную своему годовому окладу, и все же оставался в проигрыше, так как взлетевший до небес тираж принес владельцам невиданную по тем временам прибыль.

## Реакция и последствия
После публикации тираж газеты резко возрос, в дополнение к нему пришлось допечатать ещё 60 тыс. экземпляров, которые были распроданы в течение следующего месяца. Америка была ажиотирована. В первый же день тиражи подскочили до 15 тыс. экземпляров, далее, согласно официальному сообщению редакции Sun, на третий день, когда напряжение достигло своего максимума, 15 440 экземпляров было выкуплено подписчиками газеты в Нью-Йорке, 700 в Бруклине, ещё 2 тыс. проданы на улицах и 1220 в других местах, так что тираж газеты достиг рекордной цифры в 19 360 копий, оставив далеко позади даже крупнейшую London Times с её 17-тысячным тиражом и выйдя таким образом на первое место в мире по продажам среди ежедневных изданий. По воспоминаниям владельца, «печатный станок вынужден был работать по десять часов в день, чтобы только удовлетворить имеющийся спрос. Публика с большим или меньшим нетерпением ожидала трёх часов дня, чтобы получить вести с Луны».
Реакция была действительно ошеломляющей. Фрэнк О’Брайен, автор книги, посвященной истории газеты «Sun», позднее писал:
В Нью-Йорке прекратились разговоры о работорговле, высокой стоимости жизни (...) и подобных набивших оскомину темах, все время посвящалось исключительно обсуждению лунных мышелюдей. Редакцию Sun осаждали нетерпеливые читатели, желающие выкупить для себя уже вышедшие номера газеты, и наводняли требования выслать таковые почтой.

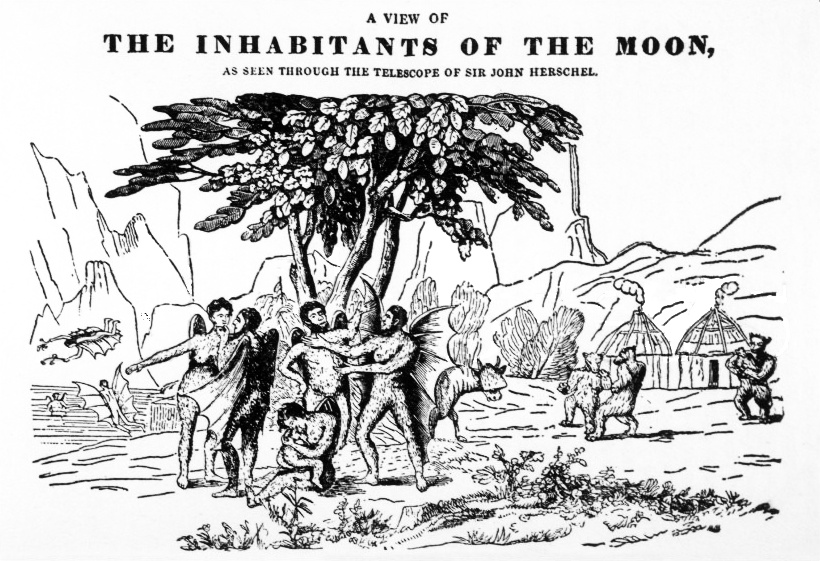
«Лунные жители». Гравюра из английского переиздания 1836 года. На заднем плане видны хижины разумных бобров и сами их обитатели

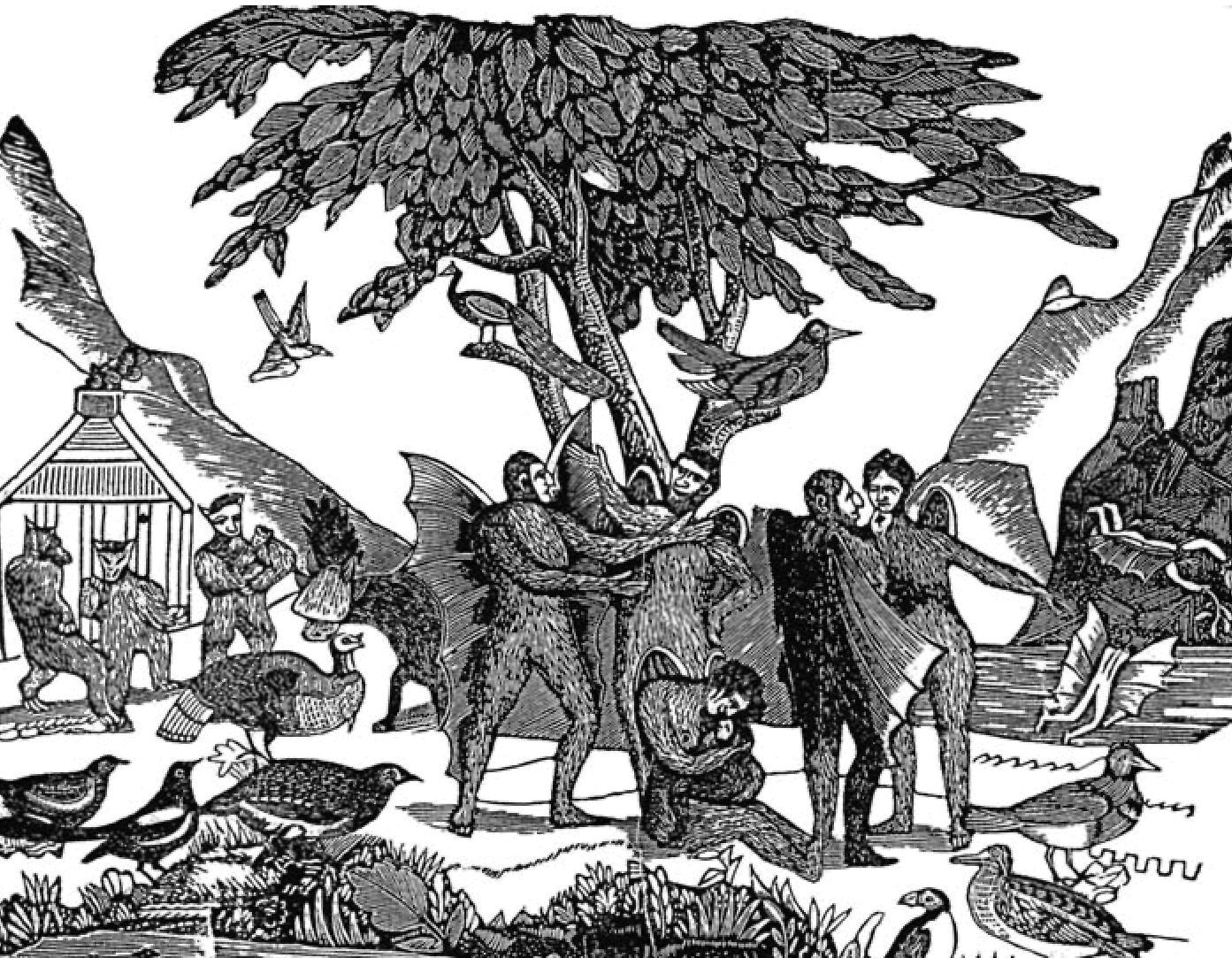
Аналогичная гравюра из другого издания (Welsh edition)

Писатели, учёные и просто любители сенсаций гадали, чем подобное открытие может обернуться для человечества; конкурирующие издания, чтобы не отстать, наперебой перепечатывали у себя репортажи из Sun, уверяя, что имеют доступ непосредственно к первоисточнику, причем к «утке» отнеслись с полным доверием такие уважаемые издания как New York Times и U. S. Gazette. Газеты уверяли рядового читателя, будто репортаж из Южной Африки «совершенно достоверен и научно обоснован». Вслед за Нью-Йорком, фальшивкой заинтересовались и провинциальные издания, в частности в Олбани и в Филадельфии вышли из печати точные копии лунной истории с более или менее помпезными комментариями. Наконец, если верить Гарриет Мартино, некая религиозная миссия, располагавшаяся в Спрингфилде (Массачусетс), всерьёз озаботилась вопросом о возможности направления на Луну нескольких своих представителей, чтобы цивилизовать и крестить местное население; дело дошло до того, что делегация профессоров Йельского университета прибыла в редакцию Sun специально для того, чтобы выкупить копию Journal of Science, из которого якобы был перепечатан репортаж. Локку не без труда удалось избежать неприятных вопросов, в этот раз уйдя от разоблачения.
Обман раскрылся лишь спустя несколько недель после публикации, когда редакция New York Journal of Commerce, с самого начала откровенно сомневавшаяся в подлинности сенсации, потребовала наконец предоставить оригинал статьи, полученной из Эдинбурга, и загнанный в угол Локк вынужден был признаться в обмане. До настоящего времени неизвестно, каким образом это случилось. Если официальная версия, изложенная собственно в Journal of Commerce, предполагает, что Локка сумел своими настойчивыми вопросами заставить наконец объявить своё авторство их корреспондент по фамилии Финн, причем произошло это в самой редакции Sun, то современные исследователи Сьюзен Томпсон и Брайан Торнтон предполагают несколько иное толкование: Финн, зная о пристрастии Локка к спиртному, сумел подпоить его и таким образом выведать правду; причем Торнтон считает, что произошло это в баре Вашингтон-отеля. Впрочем, сам Локк так никогда публично и не признался в своем авторстве, отозвавшись на обвинения лишь попыткой переложить ответственность на европейцев. Короткая заметка его авторства, появившаяся в Sun 16 сентября 1835 года, гласила:
Некие наши читатели направляют в редакцию письма с требованием признаться наконец в том, что выходившие ранее статьи были всего лишь нами же состряпанной «газетной уткой», что мы никоим образом не можем сделать, не получив предварительно заверения в том от английских и шотландских изданий.
Считается, что публика, осознав наконец, насколько мастерски её провели за нос, громко потешалась над собственным легковерием, притом что тиражи газеты не упали.
Более того, два года спустя после разоблачения фальшивки её несколько раз выпускали отдельным изданием, снабженным литографиями, и уже правдиво указывая, что это не более чем «утка» авторства Локка, и все же тиражи расходились, принося дополнительную прибыль находчивому фальсификатору. Так, известны английское, итальянское, немецкое, французское, русское издания 1836 года, а также нью-йоркское 1856 года Также, по словам Бенджамина Дэя, Локк получил неплохую прибыль, торгуя литографиями с изображением селенитов.
Энтузиасты лунной жизни горячо отстаивали свои убеждения до тех пор, пока «утке» не положили конец личные заверения самого Гершеля, что история, опубликованная в Sun, является выдумкой с начала и до конца. Впрочем, многие скептики и после этого остались при своем мнении.

## Реальные наблюдения Джона Гершеля

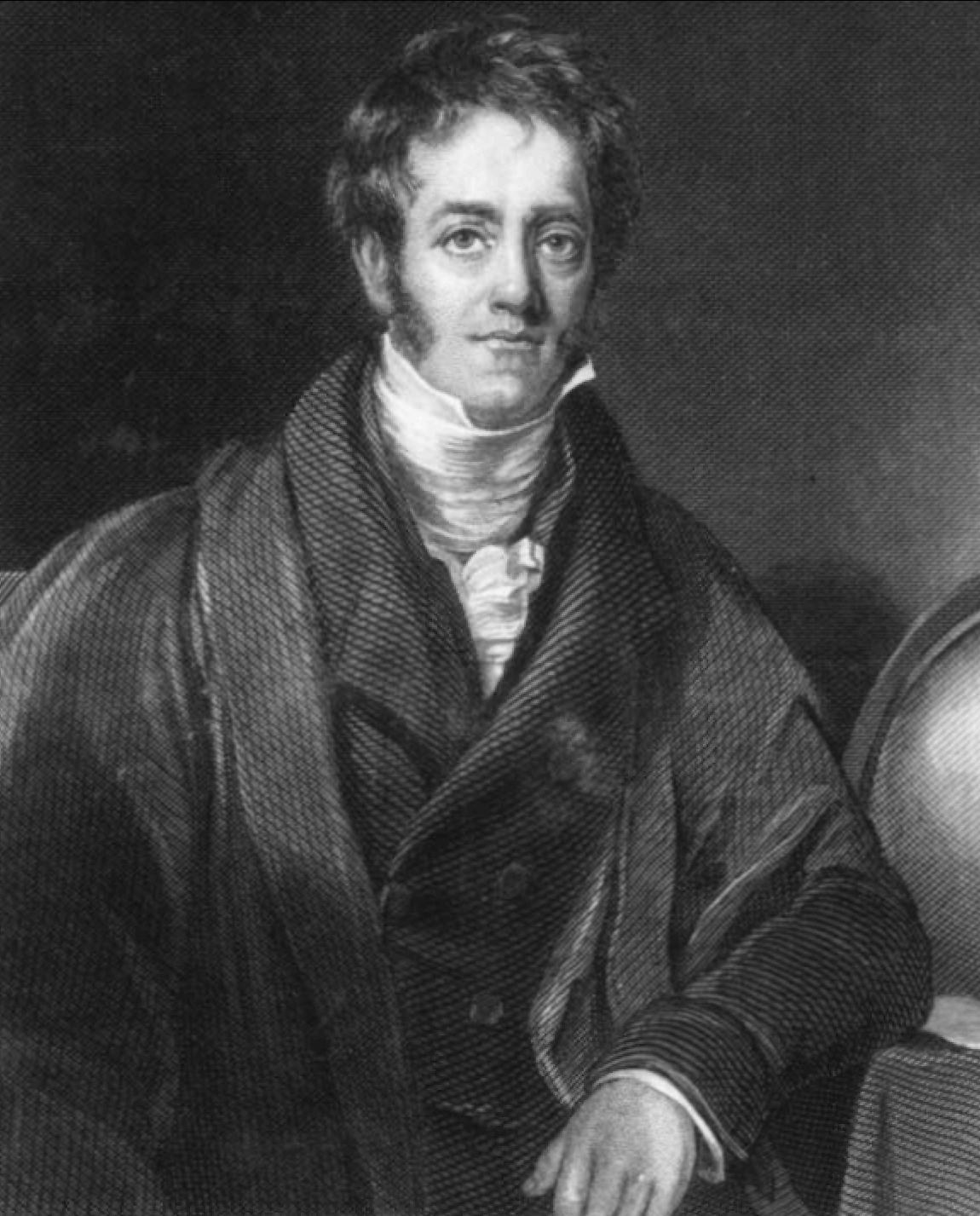
Сэр Джон Гершель во время экспедиции в Южную Африку, около 1835 года

В ноябре 1833 года Джон Гершель действительно отправился в Южную Африку, посланный Королевским астрономическим обществом для составления, в частности, звездной карты Южного полушария. В его распоряжении был вполне обычный для того времени 20-футовый рефлектор с диаметром зеркала в 18,25 дюймов, а не огромных размеров механизм, во всех подробностях описанный «уткой». Его сопровождали жена Маргарет, трое малолетних детей, служанка и два ассистента, ни один из которых, впрочем, не носил фамилию Грант.
Причиной, побудившей корону оплатить достаточно дорогостоящее путешествие, обычно называют наметившийся разрыв между английскими и французскими достижениями в области астрономии и желание подобным образом обойти соперничающую страну.
Сам Гершель, как полагается, согласился на это путешествие, выполняя просьбу покойного отца, посвятившего себя среди прочего наблюдению туманностей Северного полушария, притом, что Южное небо оставалось во многом неизученным. Наблюдения, выполненные Эдмундом Галлеем и аббатом де Лакайлем на острове Святой Елены в 1676—1678 годах, были явно недостаточны, так как небо над островом было часто затянуто тучами, и реальный результат исследования потому оказался достаточно скромным.
Гершель высадился на мысе Доброй Надежды в январе 1834 года, а вернулся в Англию четыре года спустя. Ирония состоит в том, что в этом путешествии он не ставил своей задачей наблюдение за Луной и, действительно, не занимался ничем подобным. Вместо этого его внимание привлекала комета Галлея, ему удалось рассчитать силу взаимодействия между ней и Солнцем, предсказав существование солнечного ветра, и доказать факт её постепенного испарения посредством истечения газов из кометного хвоста. Он также составил каталог объектов Южного неба, включавший 1707 туманностей и 2102 двойные звезды, зарисовал вид Большого Магелланова Облака и Туманности Ориона и определил яркость около 200 звезд.
Отрывочных слухов об этом путешествии, доходивших до Соединённых Штатов, а также дополнительной таинственности и намеков на «секретную миссию», выдуманную самим автором «утки», хватило для создания одной из величайших мистификаций в газетном мире.
Долгое время сам Гершель не подозревал, какие невероятные открытия были ему приписаны. Позднее его забавляла эта мистификация. Он отмечал, что его реальные наблюдения никогда не были столь захватывающими. Правда, со временем его начали раздражать вопросы тех, кто всё ещё считал этот репортаж правдивым.

## Лунная «утка» и Эдгар Аллан По

Иллюстрация к рассказу «Ганс Пфааль»

Эдгар Аллан По знал толк в литературных обманах, сам являясь автором шести из них. По любопытному совпадению, ему также попалась на глаза книга Джона Гершеля «Опыт астрономии», в которой ученый, пользовавшийся безусловным авторитетом, утверждал, что на Луне в той или иной форме существует жизнь. Совершенно независимо от Локка, он также решил использовать слепую веру публики во всемогущество науки, выпустив, на сей раз, мистификацию на «лунную тему».
В этом повествовании, носившем изначально название «Ганс Пфааль. Рассказ», первоначально должен был фигурировать некий персонаж, построивший гигантский телескоп и таким образом сумевший увидеть на Луне то, что ускользало от взглядов прочих. Однако, если верить сохранившимся воспоминаниям, друзья отговорили его от подобного пассажа на том основании, что «постройка гигантского телескопа будет выглядеть слишком неправдоподобно» и это воспрепятствует успеху мистификации. Согласившись с этим доводом, По отправил своего героя, убийцу, избегнувшего наказания благодаря невероятному стечению обстоятельств, в бегство на Луну с помощью воздушного шара, склеенного из кембрикового муслина, покрытого слоем каучука.
Откровенное фиглярство на этом не заканчивалось: путешествие приходилось на 1 апреля, а само средство передвижения имело вид «шутовского колпака», кроме того в рассказе фигурировали персонажи с нелепыми именами, как то профессор Рубадуб и минхер Супербус фон Ундердук.
История Ганса Пфааля впервые была опубликована в журнале Southern Literary Messenger в конце июня 1835 г., то есть за несколько недель до выхода первой статьи «лунного цикла».
Изначально По задумывал и вторую часть, в которой Пфаалю предстояло описать уродливых, безухих и немых жителей Луны, их одежду, обычаи, политический строй и климат на планете. Однако её появлению воспрепятствовала блестящая мистификация Локка — в то время как «Ганс Пфааль» был явно пародиен, «лунная утка» претендовала на достоверность и серьёзность, и уже потому рассказ По явно проигрывал по сравнению с ней. В настоящее время этот рассказ считается одним из прародителей научной фантастики; тогда же он оказался практически незамеченным, внимание публики оказалось приковано к циклу статей в Sun. Раздосадованный По во всеуслышание называл этот цикл мистификацией, а его автора — плагиатором, уверяя, что сюжет прямо украден у него, однако публика, жаждавшая чуда, подняла автора «Пфааля» на смех.
Позднее Локк, уже признавшийся в своем авторстве, столь же публично открещивался от обвинения в плагиате и клялся, что никогда не видел и не читал «Пфааля». А Эдгар По опубликовал примечания к своему рассказу, в которых рассуждал о мистификации Локка. Считается, что По в конечном итоге простил нью-йоркского журналиста, но до конца жизни завидовал успеху, выпавшему на долю того.

## Подражания
Ошеломляющий успех первой лунной «утки» во многом оказал влияние на подражателей, с готовностью подхвативших астрономическую тему.
Так, в 1874 году в газете New York World появилось сообщение, будто астрономы, наблюдавшие Луну, установили, что по её поверхности бегут трещины и в скором времени спутник Земли грозит развалиться на части. Особого интереса сообщение не вызвало.
Куда больший резонанс имела «утка» под названием «Лунные заключенные» (Prisoners of the Moon), запущенная в феврале 1876 года газетой Chicago Times, в которой сообщалось, будто под Парижем был выстроен очередной гигантский телескоп, с помощью которого на поверхности Луны удалось разглядеть здания индустриального типа и рабочих, скованных вместе одной цепью. Это должно было, по-видимому, означать, что на Луне существует рабство или же использование подневольного труда заключенных.
И, наконец, одна из газет Новой Англии в 1897 году порадовала своих читателей сообщением, что планета Венера является на самом деле электрическим фонарем, поднимаемым над Сиракьюсами и, начиная с 9 часов вечера, постепенно спускаемым вниз.
Конечно, определённое читательское внимание эти и им подобные «утки» привлекали, но ни одна из них не могла похвастаться успехом, даже отдаленно сравнимым с тем, что выпал на долю проказливой проделки Локка.